# Його (національний парк)
 Національний парк «Й́ого» (англ. Yoho National Park, фр. Parc national de Yoho) — національний парк Канади, заснований в 1886 році у Британській Колумбії. Парк розташований на схід від містечка Ґолден; площа — 1 313 кв. км. На мові індіанського племені крі «його» означає «вражає».
Також парк межує з провінційними лісами та Національним парком «Банф» на сході. Головний комерційний центр парку — містечко Філд, на Трансканадському шосе.
Гори парку:
- Бергес (англ. Mount Burgess) 2 599 м над рівнем моря.
- Стівен (англ. Mount Stephen) 3 199 м над рівнем моря.
- Оудерей (англ. Odaray Mountain) 3 317 м над рівнем моря.
- Президент (англ. The President) 3 123 м над рівнем моря.
- Вайс-Президент (англ. The Vice-President) 3 077 м над рівнем моря.
- Ґудсир (англ. Mount Goodsir) 3 567 м над рівнем моря.

Водоспади парку:
- Водоспад Такаккао (англ. Takakkaw Falls)
- Водоспад Вапта (англ. Wapta Falls)

## Клімат

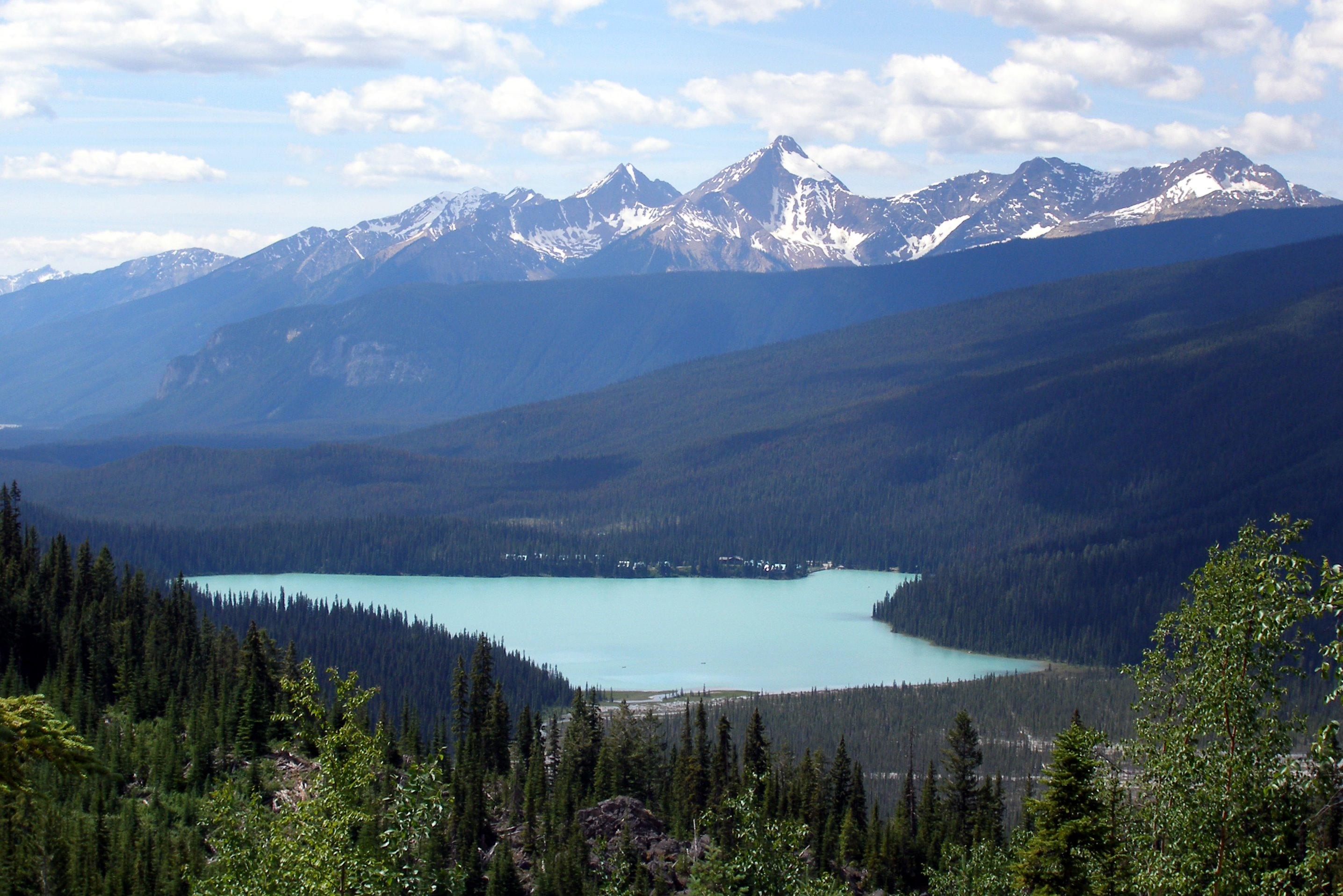
Озеро Емералд
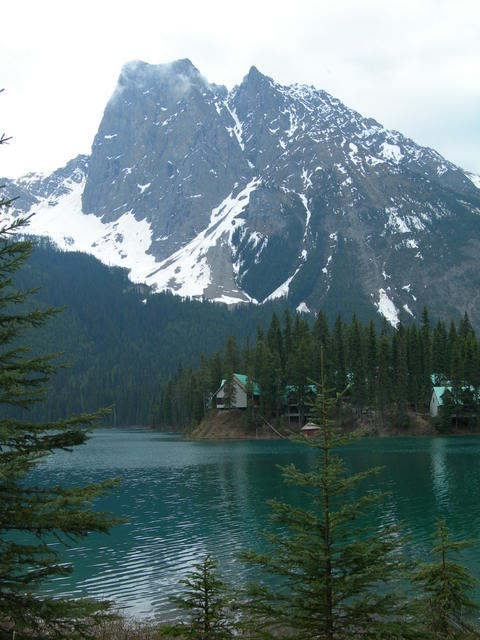
Гори Бергес

Парк знаходиться у зоні, котра характеризується кліматом полярних пустель. Найтепліший місяць — липень із середньою температурою 11.4 °C (52.5 °F). Найхолодніший місяць — грудень, із середньою температурою -12.9 °С (8.7 °F).
| Клімат парку Його (оз. Вапта) | Клімат парку Його (оз. Вапта) | Клімат парку Його (оз. Вапта) | Клімат парку Його (оз. Вапта) | Клімат парку Його (оз. Вапта) | Клімат парку Його (оз. Вапта) | Клімат парку Його (оз. Вапта) | Клімат парку Його (оз. Вапта) | Клімат парку Його (оз. Вапта) | Клімат парку Його (оз. Вапта) | Клімат парку Його (оз. Вапта) | Клімат парку Його (оз. Вапта) | Клімат парку Його (оз. Вапта) | Клімат парку Його (оз. Вапта) |
| Показник                      | Січ.                          | Лют.                          | Бер.                          | Квіт.                         | Трав.                         | Черв.                         | Лип.                          | Серп.                         | Вер.                          | Жовт.                         | Лист.                         | Груд.                         | Рік                           |
| Абсолютний максимум, °C       | 2,8                           | 9                             | 11                            | 18,9                          | 27                            | 26,1                          | 30                            | 31                            | 26                            | 21,5                          | 8,9                           | 4                             | 31                            |
| Середній максимум, °C         | −7,7                          | −4,6                          | 1,7                           | 5,8                           | 11,3                          | 15,3                          | 18,1                          | 18,2                          | 12,7                          | 4,8                           | −4,1                          | −9,6                          | 5,2                           |
| Середня температура, °C       | −11,3                         | −9,2                          | −4,1                          | 0,4                           | 5,4                           | 9,3                           | 11,4                          | 11,2                          | 6,7                           | 0,5                           | −7,2                          | −13                           | 0                             |
| Середній мінімум, °C          | −14,9                         | −13,7                         | −9,8                          | −5                            | −0,6                          | 3,1                           | 4,6                           | 4,2                           | 0,6                           | −3,8                          | −10,3                         | −16,4                         | −5,2                          |
| Абсолютний мінімум, °C        | −38,9                         | −38,5                         | −34,4                         | −27,8                         | −10                           | −5                            | −2,2                          | −8,9                          | −12,5                         | −28                           | −41                           | −42,5                         | −42,5                         |
| Норма опадів, мм              | 96.3                          | 61.5                          | 45.4                          | 45.8                          | 68.6                          | 87.3                          | 99.5                          | 86.5                          | 68.4                          | 60.3                          | 88.2                          | 81.5                          | 889.2                         |
| Днів з опадами                | 16                            | 13,2                          | 10,8                          | 8,9                           | 14,9                          | 17,3                          | 16,7                          | 17,2                          | 14,4                          | 11,5                          | 16,2                          | 16,4                          | 173,5                         |
| Днів з дощем                  | 0                             | 0,1                           | 0,1                           | 2,4                           | 13,5                          | 18,4                          | 17,8                          | 17,7                          | 14,3                          | 6,4                           | 0,7                           | 0                             | 91,3                          |
| Днів зі снігом                | 16                            | 13,2                          | 10,6                          | 7,6                           | 2,3                           | 0,4                           | 0,1                           | 0,1                           | 1,3                           | 6,4                           | 15,8                          | 16,4                          | 90,2                          |
| ----------------------------- | ----------------------------- | ----------------------------- | ----------------------------- | ----------------------------- | ----------------------------- | ----------------------------- | ----------------------------- | ----------------------------- | ----------------------------- | ----------------------------- | ----------------------------- | ----------------------------- | ----------------------------- |
| Джерело: Weatherbase          |                               |                               |                               |                               |                               |                               |                               |                               |                               |                               |                               |                               |                               |

- Озеро Емералд
- Гори Бергес